# Don't Let Me Down (The Beatles)
Don't Let Me Down is een lied van de Britse muziekgroep The Beatles. Don't Let Me Down werd in 1969 als B-kant uitgebracht op de single Get Back.

## Achtergrond
Het gekwelde liefdesliedje is geschreven door John Lennon voor Yoko Ono. Tijdens hun bed-In in het Hilton Amsterdam Hotel schreef Lennon de eerste versie van het nummer en zong hij het voor de pers.

## Opnamen
Don't Let Me Down werd op 22, 28 en 30 januari 1969 opgenomen in de Apple Studios in Londen. Vele versies werden opgenomen tijdens de Get Back-sessies. De versie die werd opgenomen op 28 januari werd uiteindelijk uitgebracht als B-kant van de single Get Back.
The Beatles zongen het nummer tweemaal tijdens het Rooftop Concert op 30 januari van datzelfde jaar. Nadat het Get Back-project was herzien, werd het nummer door Phil Spector van de tracklist van het album Let It Be geschrapt. Het staat wel op het verzamelalbum Hey Jude uit 1970.

## NPO Radio 2 Top 2000
| Nummer met noteringen in de NPO Radio 2 Top 2000 | '17  | '18 | '19  | '20  | '21  | '22  | '23  |
| ------------------------------------------------ | ---- | --- | ---- | ---- | ---- | ---- | ---- |
| Don't Let Me Down                                | 1987 | -   | 1931 | 1950 | 1517 | 1783 | 1888 |

1. ↑  Een '-' betekent dat het nummer niet was genoteerd en een vetgedrukt getal geeft de hoogste notering aan.
2. ↑  2017 was het eerste jaar met een notering voor dit nummer.
3. ↑  Deze tabel is bijgewerkt tot en met de laatste editie (2024).